# Color Classics
Color Classics est le nom d'une série de courts métrages d'animation distribuée par la Paramount Pictures et produite par Fleischer Studios entre 1934 et 1941.
La série réalisée en Technicolor, deux bandes puis trois bandes à partir de janvier 1936, était conçue comme une concurrente des Silly Symphonies de Walt Disney. Le premier film de la série Poor Cinderella a été toutefois produit en Cinecolor et est aussi le premier en couleur du Fleischer Studios. 
La série comprend 36 films, comme sa concurrente Happy Harmonies de Harman-Ising Studio pour MGM .

## Filmographie

### 1934
- Poor Cinderella (3 août) comprenant Betty Boop en Cendrillon
- Little Dutch Mill (26 octobre) comprenant Hansel et Gretel
- An Elephant Never Forgets (28 décembre)

### 1935
- The Song of the Birds (1er mars)
- The Kids in the Shoe (19 mai)
- Dancing on the Moon (12 juillet)
- Time for Love (6 septembre)
- Musical Memories (8 novembre

### 1936
- Somewhere in Dreamland (17 janvier)
- The Little Stranger (13 mars)
- Cobweb Hotel (15 mai)
- Greedy Humpty Dumpty (10 juillet) avec Humpty Dumpty et Mother Goose
- Hawaiian Birds (28 août)
- Play Safe (16 octobre)
- Christmas Comes But Once a Year (4 décembre)

### 1937
- Bunny Mooning (12 février)
- Chicken a La King (16 avril)
- A Car-Tune Portrait (26 juin)
- Peeping Penguins (26 août)
- Educated Fish (29 octobre)
- Little Lamby (31 décembre)

### 1938
- The Tears of an Onion (26 février)
- Hold It! (29 avril)
- Hunky and SpunkyHunky And Spunky (24 juin)
- All's Fair At The Fair (26 août)
- The Playful Polar Bears (28 octobre)

### 1939
- Always Kickin' (29 janvier)
- Small Fry (21 avril)
- The Barnyard Brat (30 juin)
- The Fresh Vegetable Mystery (29 septembre)

### 1940
- Little Lambkins (2 février)
- Ants in the Plants (15 mars)
- A Kick in Time (17 mai)
- Snubbed By a Snob (19 juillet)
- You Can't Shoe a Horse Fly (23 août)

### 1941
- Vitamin Hay (22 août)

## Sources
- (en) Michael Barrier, Hollywood Cartoons: American Animation in Its Golden Age, Oxford: Oxford University Press, 1999,  (ISBN 0-19-516729-5)
- (en) Leonard Maltin. Of Mice and Magic: A History of American Animated Cartoons, Penguin Books, 1980 (rev. 1987),  (ISBN 0-452-25993-2)